# Cantó de La Sotrane
El cantó de La Sotrane és un cantó francès del departament de Cruesa, situat al districte de Garait. Té 10 municipis i el cap és La Sotrane.

## Municipis
- 'Drable
- Balasac
- Nòt
- Sent Anhan
- Sent German
- Sent Legèr
- Sent Maurici
- Sant Prit la Fuèlha
- La Sotrane
- Varelhes

## Història
| Data d'elecció                           | Identitat            | Partit        | Qualitat |
| ---------------------------------------- | -------------------- | ------------- | -------- |
| 1970-1976                                | Guy Picoty           | Centrista     |          |
| 1976-1992                                | Roger Gardet         | PCF           |          |
| 1992-2001                                | Yves Aumaître        | Divers droite |          |
| 2001-2008                                | Yves Furet           | PS            |          |
| 2008-                                    | Marie-France Galbrun | PS            |          |
| les dades anteriors no són pas conegudes |                      |               |          |
|                                          |                      |               |          |

## Demografia
| 1962   | 1968   | 1975   | 1982   | 1990   | 1999   | 2006   |
| ------ | ------ | ------ | ------ | ------ | ------ | ------ |
| 10.942 | 11.905 | 11.351 | 11.267 | 10.984 | 10.611 | 10.713 |